# John Wick 4
John Wick 4 (ang. John Wick: Chapter 4, JW4) – amerykański thriller neo-noir z 2023 roku, wyreżyserowany przez Chada Stahelskiego i napisany przez Shaya Hattena i Michaela Fincha. Kontynuacja Johna Wicka 3 z 2019 roku, a także czwarta część serii filmów John Wick. W roli tytułowej wystąpił Keanu Reeves, obok niego wystąpili m.in. Donnie Yen, Bill Skarsgård, Laurence Fishburne, Hiroyuki Sanada, Lance Reddick (który zmarł przed premierą filmu), Rina Sawayama, Scott Adkins, Natalia Tena i Ian McShane. W filmie John Wick postanawia zemścić się na Wysokim Stole i na tych, którzy zostawili go na pewną śmierć.
Prace nad czwartym filmem Johna Wicka zostały potwierdzone 20 maja 2019 roku, przed premierą poprzednika; zostało to oficjalnie ogłoszone przez Lionsgate w maju 2019 roku, które również potwierdziło powrót Reevesa. Jest to pierwszy film z serii, który nie został napisany przez twórcę serii, Dereka Kolstada, lecz przez Hattena zatrudnionego w maju 2020 roku, a następnie Fincha w marcu 2021 roku, aby dokończył scenariusz. Większość nowej i powracającej obsady została potwierdzona od czerwcu do sierpnia 2021 roku. Główne zdjęcia kręcono od czerwca do października tego samego roku, w Berlinie, Paryżu, Osace i Nowym Jorku.
Dystrybuowany przez Lionsgate i Summit Entertainment. Pierwotnie miał pojawić się w kinach 21 maja 2021 roku, lecz został opóźniony z powodu pandemii COVID-19 i zobowiązań Reevesa w The Matrix Resurrections (2021); następnie miał pojawić się 27 maja 2022 roku, ale znów został przesunięty. Film zadebiutował na Leicester Square w Londynie 6 marca 2023 roku. Światowa premiera miała miejsce 24 marca 2023 roku, m.in. w Stanach Zjednoczonych i Polsce. Film otrzymał pozytywne recenzje od krytyków, którzy chwalili walory produkcyjne, zdjęcia, styl wizualny, ścieżkę dźwiękową, choreografię, sekwencje akcji i występy obsady, jednak niektórzy ubolewali nad jego długością. Zarobił 447,3 miliona dolarów na całym świecie, stając się najbardziej dochodowym filmem z serii i dziewiątym najbardziej dochodowym filmem 2023 roku w Stanach Zjednoczonych.
Premiera spin-offu Ballerina. Z uniwersum Johna Wicka, dziejącego się między trzecim i czwartym filmem, odbyła się 6 czerwca 2025 roku. Kolejny spin-off skupiający się na postaci Caine'a jest w przygotowaniu. Piąty film z serii również znajdował się w przygotowaniu; Stahelski powróci jako reżyser, a Reeves powtórzy swoją rolę.

## Fabuła
W Nowym Jorku John Wick przygotowuje się do zemsty na Radzie Najwyższej, ukrywając się pod ziemią z Królem Bowery. Jedzie do Maroka i zabija Starszego, „człowieka ponad Radą Najwyższą”. W odpowiedzi markiz Vincent Bisset de Gramont, członek Rady Najwyższej, wzywa menadżera hotelu Continental w Nowym Jorku Winstona i jego konsjerża Charona oraz wyjaśnia, że Rada Najwyższa zapewniła mu nieograniczone środki na zabicie Johna i karci Winstona za wcześniejsze zaniedbanie. Za karę markiz pozbawia Winstona obowiązków kierowniczych, okłada go „ekskomuniką”, niszczy nowojorski Continental i wykonuje egzekucję na Charonie. Następnie markiz namawia Caine’a, niewidomego emerytowanego zabójcę Rady Najwyższej, do zabicia jego starego przyjaciela Johna, grożąc, że zamorduje córkę Caine’a, jeśli odmówi.
John szuka schronienia w hotelu Continental w Osace, prowadzonym przez jego przyjaciela Shimazu Kojiego. Zastępca markiza, Chidi, wspierany przez zabójców Rady Najwyższej i Caine’a, przybywa, aby sprawdzić hotel. Córka Kojiego, Akira, będąca konsjerżem, ewakuuje hotel tuż przed „dekonsekracją” przez Radę Najwyższą, wywołując bójkę. John walczy z falami opancerzonych zabójców, co prowadzi do ostatecznej rozgrywki z Caine’em. Łowca nagród „Pan Nikt”, przerywa ich walkę i pozwala Johnowi uciec po ustaleniu, że obecna nagroda za zabicie Johna jest niewystarczająca. Ranny Koji wielokrotnie atakuje Caine’a w imieniu Johna; Caine niechętnie zabija Kojiego, ale oszczędza Akirę.
John wraca do Nowego Jorku i spotyka się z Winstonem na grobie Charona. Winston sugeruje, aby John odwołał się do starej tradycji Rady Najwyższej i wyzwał markiza na pojedynek. Zwycięstwo uwolniłoby Johna od wszelkich zobowiązań wobec Rady Najwyższej, ale może on zażądać jedynie pojedynku w imieniu rodziny przestępczej. John udaje się do berlińskiej siedziby syndykatu przestępczego Ruska Roma, z którym wcześniej zerwał więzi, aby poprosić o ponowne przyjęcie. Jego przybrana siostra Katia zastrzega, że w celu ponownego przyjęcia John musi zabić Killę Harkana, członka Rady Najwyższej, który zamordował jej ojca. Killa organizuje zasadzkę w swoim klubie nocnym, jednak z pomocą Caine’a i Pana Nikt Johnowi udaje się go zabić i odzyskać swój status.
Winston przekazuje wyzwanie Johna markizowi, pełniąc rolę „sekundanta” Johna, i żąda, aby w przypadku zwycięstwa Johna odbudowano nowojorski Continental w całości sfinansowany przez Radę Najwyższą. W Paryżu John i markiz ustalają parametry pojedynku – pojedynek na pistolety o wschodzie słońca następnego dnia w Sacré-Cœur – podczas spotkania moderowanego przez Posłańca, emisariusza Rady Najwyższej. Markiz nominuje niechętnego Caine’a na jego miejsce, podczas gdy Posłaniec ostrzega, że John i Winston zostaną straceni, jeśli poniosą porażkę albo nie pojawią się na czas. Król Bowery przybywa do Paryża, aby dać Johnowi pistolet i nowy garnitur balistyczny.
Markiz zamierza uniemożliwić Johnowi przybycie na pojedynek na czas, wyznaczając za niego nagrodę w wysokości 26 milionów dolarów. W drodze do Sacré-Cœur John walczy z hordami zabójców, w tym z Panem Nikt, który negocjuje wzrost nagrody do 40 milionów dolarów. Podczas ich konfrontacji John uniemożliwia Chidiemu zabicie psa Tropiciela, przez co Pan Nikt porzuca pogoń za Johnem. Po tym, jak Caine i Pan Nikt pomagają Johnowi w walce z kilkoma zabójcami – w tym Chidim, którego zabija Pan Nikt – na Rue Foyatier, docierają na szczyt w samą porę na pojedynek. John i Caine ranią się nawzajem podczas dwóch rund pojedynku, a trzecia runda kończy się, gdy Caine poważnie rani Johna. Domagając się prawa do przeprowadzenia ciosu miłosierdzia, markiz chętnie zamienia się miejscami z Caine’em. Winston beszta markiza za jego arogancję, ujawniając, że John nie wystrzelił jeszcze trzeciej kuli. W tym momencie John strzela do markiza.
Posłaniec uwalnia Caine’a i Johna od zobowiązań wobec Rady Najwyższej, a Winston zostaje przywrócony na swoje stanowisko. Zanim John uległ obrażeniom, zastanawia się nad swoim życiem i małżeństwem. Jakiś czas później, w Nowym Jorku, Winston i Król Bowery żegnali Johna przy jego grobie, znajdującym się obok grobu jego zmarłej żony Helen. Żegnając się z Johnem, Winston nazywa go „мой сын” (rus. mój syn). W scenie po napisach Caine wraca do Paryża, aby ponownie spotkać się ze swoją córką, ale podchodzi do niego mściwa, dzierżąca nóż Akira.

## Obsada
- Keanu Reeves – John Wick / Jardani Jovonovich, profesjonalny zabójca, który stał się legendą w kryminalnym półświatku, lecz jest ścigany przez rządzącą nim Radę Najwyższą[16][17][18]
- Donnie Yen – Caine, niewidomy zabójca pracujący dla Rady Najwyższej i przyjaciel Johna, który zostaje zmuszony do powrotu z emerytury, aby zabić Wicka i zapewnić bezpieczeństwo swojej córce[19]
- Bill Skarsgård – markiz Vincent Bisset de Gramont, wyznaczony przez Radę Najwyższą, by bez względu na wszystko zniszczyć Johna[19]
- Laurence Fishburne – Król Bowery, szef podziemnej przestępczości, który został okaleczony na rozkaz Rady Najwyższej i sponsoruje działania Johna[20]
- Hiroyuki Sanada – Koji Shimazu (jap. 島津浩司), menedżer hotelu Continental w Osace oraz stary przyjaciel Johna i Caine’a[21][19]
- Shamier Anderson – Tropiciel (ang. The Tracker) / Nikt (ang. Mr. Nobody), łowca nagród, który chce zgarnąć jak najwyższą nagrodę za głowę Johna[19]
- Lance Reddick – Charon, konsjerż w hotelu Continental w Nowym Jorku[22]
- Rina Sawayama – Akira, córka Kojiego i konsjerż w hotelu Continental w Osace[23][24]
- Scott Adkins – Killa Harkan, niemiecki mafiozo[19][25]
- Clancy Brown – Posłaniec (ang. The Harbinger), wysoki rangą agent Rady Najwyższej, służący jako mediator w konflikcie między Johnem a markizem[26][27]
- Natalia Tena – Katia, przybrana siostra Johna i głowa Ruskiej Romy[28][29][30]
- Marko Zaror – Chidi, prawa ręka markiza de Gramonta[31]
- Ian McShane – Winston Scott, menedżer hotelu Continental w Nowym Jorku i przyjaciel Johna[32]
- George Georgiou – Starszy (ang. The Elder), „Człowiek ponad Radą Najwyższą”. Georgiou zastąpił Saïda Taghmaoui, który wcielił we wcześniejszego Starszego w filmie John Wick 3 (2019)[33][34]
- Bridget Moynahan – Helen Wick, zmarła żona Johna; wykorzystano materiał archiwalny z pierwszego filmu[35]

Sven Marquardt, niesławny niemiecki „bramkarz”, pojawił się jako członek Ruskiej Romy o imieniu Klaus. Niemiecki aktor i influencer Andrej Kaminsky wystąpił również w roli duchownego Ruskiej Romy. Emerytowani zapaśnicy sumo Yoshinori Tashiro i Hishofuji Hiroki pojawili się jako strażnicy Hotelu Continental w Osace.

## Produkcja

### Rozwój projektu

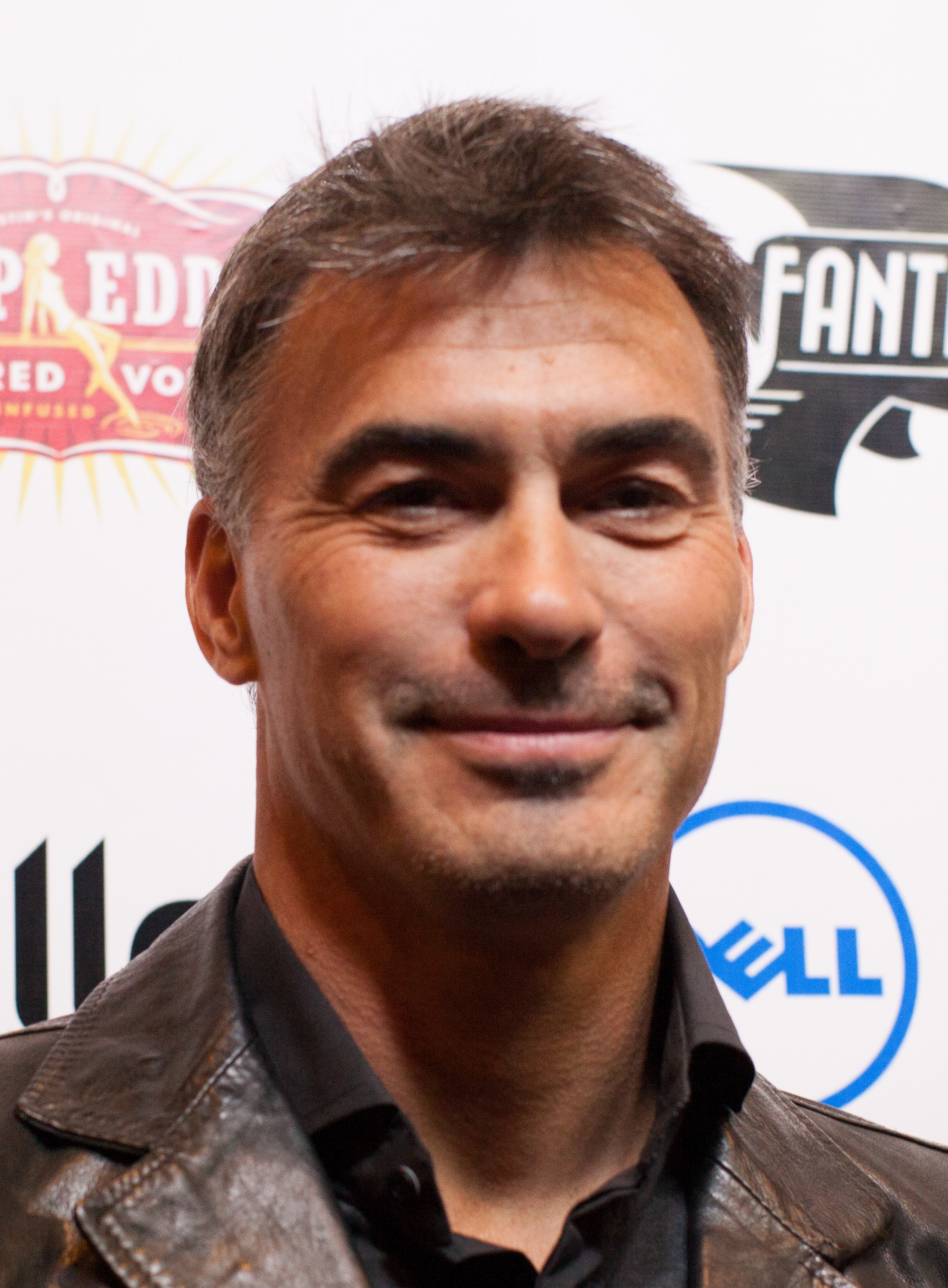
Chad Stahelski, reżyser filmu

W grudniu 2018 roku reżyser Chad Stahelski był otwarty na nakręcenie kolejnego filmu, pod warunkiem, że widzom spodoba się część trzecia. 14 maja 2019 roku, przed wydaniem John Wick: Chapter 3 – Parabellum, Stahelski potwierdził w wątku „Ask Me Anything” w serwisie Reddit, że odbyła się dyskusja na temat kolejnego filmu i że będzie zaangażowany w projekt, jeśli trzecia część odniesie sukces. Pomimo tego ogłoszenia nie potwierdzono, czy Keanu Reeves powróci do swojej roli. Jednak jak potem stwierdził w wywiadzie dla GQ, że będzie odgrywał swoją rolę tak długo, jak publiczność będzie tego chciała, mówiąc: „O ile moje nogi mnie poniosą tak daleko, jak chce tego publiczność”.
20 maja 2019 roku, podczas tygodnia otwarcia trzeciej części Wicka wytwórnia Lionsgate ogłosiła, że trwają już prace nad czwartym filmem. Osoby, które otrzymywały wiadomości tekstowe „Johna Wicka” z Lionsgate, otrzymały wiadomości o sequelu w mowie zabójców: „Służyłeś. Będziesz służył. John Wick: Chapter 4 nadchodzi – 21 maja 2021”; jego premiera początkowo miała mieć miejsce tego samego dnia, co premiera czwartej części Matrixa, w której również wystąpił Keanu Reeves.
21 maja 2019 Stahelski w wywiadzie dla IndieWire, drocząc się stwierdził, że Wick nie zakończy czwartego filmu „szczęśliwym zakończeniem”, mówiąc: „John może przeżyć całe to (przekleństwo), ale na końcu nie ma szczęśliwego zakończenia. Nie ma dokąd pójść. Szczerze, rzucam ci wyzwanie właśnie teraz, oto pytanie do ciebie: Jak chcesz, żebym to zakończył? Myślisz, że odjedzie w (przekleństwo) zachód słońca? Zabił 300 (przekleństwo) ludzi, po prostu [odejdzie] i wszystko w porządku? Po prostu zakocha się? Jeśli jesteś tym (przekleństwo) facetem (...) to jak skończy się jego dzień? Ma przerąbane do końca życia. To tylko kwestia czasu”. Dodatkowo Stahelski opowiedział o losie Winstona w czwartym filmie, mówiąc: „Chciał go zastrzelić. Czy chciał go zabić? To jest otwarte na interpretację. Możesz wziąć to na jeden z dwóch sposobów i właśnie w John Wick 4 odpowiemy na niektóre z pytań bez odpowiedzi". W czerwcu 2019 roku Stahelski ujawnił, że między trzecią a czwartą częścią nastąpi skok w czasie, ponieważ pierwsze trzy filmy rozgrywają się w ciągu miesiąca i w tym czasie John Wick „został doprowadzony do granic możliwości, jak to tylko możliwe”.
Pod koniec kwietnia 2020 roku podczas wywiadu z Colliderem Chad Stahelski powiedział, że film najprawdopodobniej nie doczeka się wydania w 2021 roku, ze względu na jego zaangażowanie w Matrix 4. 1 maja 2020 IndieWire ujawniło, że wyniku pandemii COVID-19 oraz zobowiązań Reevesa w Matrix 4 premiera filmu została przesunięta na 27 maja 2022 roku. Stachelski powiedział, że Matrix miał zaledwie cztery tygodnie, kiedy to wszystko się wydarzyło. Tak więc Keanu musi dokończyć swoje zobowiązanie do „Matrixa”, co jest wielką sprawą i myślę, że prawdopodobnie zajmie mu to do końca roku. Następnie musimy przejść do trybu przygotowań i wtedy zaczynamy. A więc data wydania... kto wie w tej chwili”. Miejsce Johna Wicka 4 zajął film Spirala: Nowy rozdział serii Piła. Następnie w sierpniu tego samego roku dyrektor generalny Lionsgate Jon Feltheimer, że w produkcji znajdował się również piąty film, który miał być kręcony równocześnie z czwartą częścią, jednak w marcu 2021 roku wytwórnia zdecydowała się opóźnić produkcję piątego filmu.
W marcu 2021 roku serwis Collider podał, że w Berlinie rozpoczęła się preprodukcja filmu. Z kolei 28 czerwca 2021 w Paryżu i Berlinie oficjalnie rozpoczęła się produkcja filmu.
29 września 2021 roku Keanu Reeves w wywiadzie dla CinemaBlend opowiedział trochę o scenach z filmu, a jedną z nich ma być walka podczas ruchu ulicznego, podczas której dojdzie do wypadków i strzelanin; jak sam stwierdził: „Są [sceny] zabawne. Są intensywne. Idziemy na to. Jest naprawdę niesamowita akcja Johna Wicka i nowe postacie. Naprawdę fajnie było ponownie grać tę rolę i opowiadać tę historię. Wiesz, pojawiają się nowe postacie i otwieramy świat. W tej chwili kręcimy szaloną scenę walki w środku ruchu ulicznego. Więc są wypadki samochodowe, strzelaniny”.
9 listopada 2021 roku podano, że zakończono zdjęcia do filmu, w wyniku czego przeszedł do fazy postprodukcji. Ponadto z okazji zakończenia zdjęć osoby z ekipy produkcyjnej otrzymały prezenty, na których widniało wstępne logo filmu wraz z podtytułem: John Wick 4: Hagakure; Hagakure znane również jako The Book of the Samurai odnosi się do tekstów Yamamoto Tsunetomo, które służą jako duchowy i praktyczny przewodnik dla japońskich wojowników. 22 grudnia 2021 roku Deadline podał, że data premiery filmu została przesunięta z 27 maja 2022 na końcówkę maja 2023 roku. Powodem kolejnego przesunięcia czwartej części była pandemia COVID-19, konieczność dalszych zdjęć, które będą realizowane w Japonii, oraz uniknięcie konkurencji ze strony filmu Top Gun: Maverick, który również miał mieć premierę 27 maja 2022 roku (po wielokrotnych przesunięciach).
2 maja 2022 roku Stahelski w wywiadzie dla Collidera stwierdził, że „rozdział 4 jest dobrą kontynuacją wszystkich poprzednich filmów i ma do niego pewne zakończenie, co jest świetne. Przedstawiamy wiele nowych postaci, które mają dużo do powiedzenia o Johnie Wicku z perspektywy jego przeszłości i teraźniejszych wydarzeń. Myślę, że opiera się na braterstwie, nadziei. Na tym polegałoby życie kogoś takiego jak John, który jest w kryzysie egzystencjalnym i myślę, że jest to fajna część filmu. Tak to się kończy, jest to dobre zakończenie emocjonalnego wątku, który mieliśmy”. Reżyser wypowiedział się także na temat scen akcji w filmie, mówiąc: „Keanu ma kilka nowych zestawów umiejętności, co jest dobre. Ma kilka nowych rekwizytów, które są świetne. Mieliśmy szczęście, że wylądowaliśmy w kilku bardzo interesujących zespołach kaskaderskich z całego świata. Każda ekipa kaskaderów – japońska, francuska, bułgarska – dodaje do scen akcji swój unikalny styl. To pomaga nam zmienić trochę sceny akcji. Kiedy zbierasz różnych ekspertów z różnymi sztukami walki, to zmusza nas do zaadaptowania tego do choreografii, aby pokazać inne rzeczy. To zabawne”.
10 sierpnia 2022 roku w wywiadzie dla Collidera Stahelski powiedział, że John Wick 4 będzie najdłuższym filmem z serii oraz opowiedział na jakim etapie jest praca nad filme: „Jesteśmy w końcowym etapie montowania finalnej wersji filmu, potem dojdą jeszcze efekty wizualne i muzyka. Już teraz jest to najdłuższy okres postprodukcji, w jakim uczestniczyłem. Bardzo podoba nam się muzyka, jaką mamy do tej pory, lecz Tyler Bates jeszcze komponuje muzykę do większych sekwencji. Efekty wizualne będą tworzone przez resztę roku, jednak jesteśmy już blisko ukończenia filmu. Do zmontowania zostało jeszcze kilka minut. Większość sekwencji została ukończona, a film w zasadzie jest gotowy. Prawdopodobnie poprawki zajmą nam jeszcze z kilka tygodni, a potem zamykamy montaż i zajmujemy się muzyką, dźwiękiem i efektami”.
Na początku grudnia 2022 roku podczas Comic Con Experience w Brazylii Keanu Reeves stwierdził, że „jeśli chodzi o akcję, to John Wick 4 jest najtrudniejszym filmem, jaki w życiu zrobiłem. (...) Wiele osób idzie do kina na tego typu produkcje, aby czerpać rozrywkę ze spektakularnych sekwencji. Tym razem jest naprawdę wiele osób, które będą chciały dorwać Wicka”. Z kolei Chad Stahelski powiedział, czym inspirował się przy tworzeniu filmu: „Jestem wielkim fanem filmów chanbara – filmów o walce na miecze, filmów o samurajach – od Harakiri do Siedmiu samurajów. Mogę dosłownie wymienić wszystkie 26 części Zatōichiego, a także seriale telewizyjne! Więc oczywiście to ogromny wpływ. Ten [film] ma w sobie bardzo japoński motyw. Chodzi o pewien kodeks, czy to przyjaźni, czy sztuki życia. Nawet jeśli w każdym z filmów są źli ludzie, istnieje kodeks”.
Na początku lutego 2023 roku podano, że Donnie Yen miał wpływ na choreografię walk w filmie, co było chwalone przez reżysera Chada Stahelskiego i reżysera drugiego planu Scotta Rogersa, według których wkład Yena w tworzenie scen akcji był duży i bezcenny. Rogers stwierdził, że: „On nie jest aktorem, którego trzeba trenować do każdej konkretnej walki. Jest świetnym aktorem, który jest również wyszkolonym wojownikiem. Jego umiejętność ulepszania choreografii dzięki własnej kreatywności jest na światowym poziomie. Kiedy dodasz do tego wiele lat treningu Keanu Reevesa do Johna Wicka, wychodzi coś wyjątkowego”. Ponadto Stahelski wyjawił, że postać Yena początkowo miała być zupełnie inna. Miał być niewidomym szermierzem inspirowanym Zatōichim. To Yen przekonał go, że nie chce być starym facetem z laską, ale fajnym gościem w garniturze, bo to świat Johna Wicka i musi być garnitur. Sam aktor inspirował się Brucem Lee w garniturze i Ah Jongiem z filmu Płatny morderca z 1989 roku. Z kolei postać grana przez Adkinsa wymagała noszenia grubego garnituru, więc swój styl walki zapożyczył od Mike’a Tysona.

### Scenariusz
W kwietniu 2020 roku podczas wywiadu z Colliderem Stahelski ujawnił, że do filmu napisano 100–stronicowy „skrypt” (częściowy scenariusz/zarys części). W maju 2020 roku do napisania scenariusza zatrudniono Shay'a Hattena. W lutym 2021 roku Stahelski zaprosił Ricky’ego Stauba i Dana Walsera do napisania scenariusza po tym, jak był pod wrażeniem ich filmu pt. Kowboj na betonowej prerii (2020). Z kolei w marcu tego samego roku obowiązki scenarzysty zostały przekazane Michaelowi Finchowi, będącemu m.in. scenarzystą filmu Predators. Ponadto w marcu tegoż roku Collider poinformował, że nad scenariuszem pracowało wiele osób, w tym twórca serii Derek Kolstad, jednak wytwórnia Lionsgate zdecydowała się odsunąć go od projektu.
W wywiadzie dla magazynu Looper Finch stwierdził, że było kilka innych filmów, które wpłynęły na jego twórczość, stwierdzając: „Wiele z tego zaczyna się od inspiracji Chada innymi filmami i gatunkami filmowymi, w tym Pewnego razu na Dzikim Zachodzie, Dobry, zły i brzydki, Bullitt, Brudny Harry czy Zatōichi”. Rola niewidomego zabójcy granego przez Donniego Yena nawiązuje do niewidomego szermierza z japońskiej serii filmów skupiających się na postaci Zatoichiego. Imię postaci Killi Harkana jest nawiązaniem do mieszkającego w Berlinie tureckiego rapera o pseudonimie Killa Hakan.

### Casting

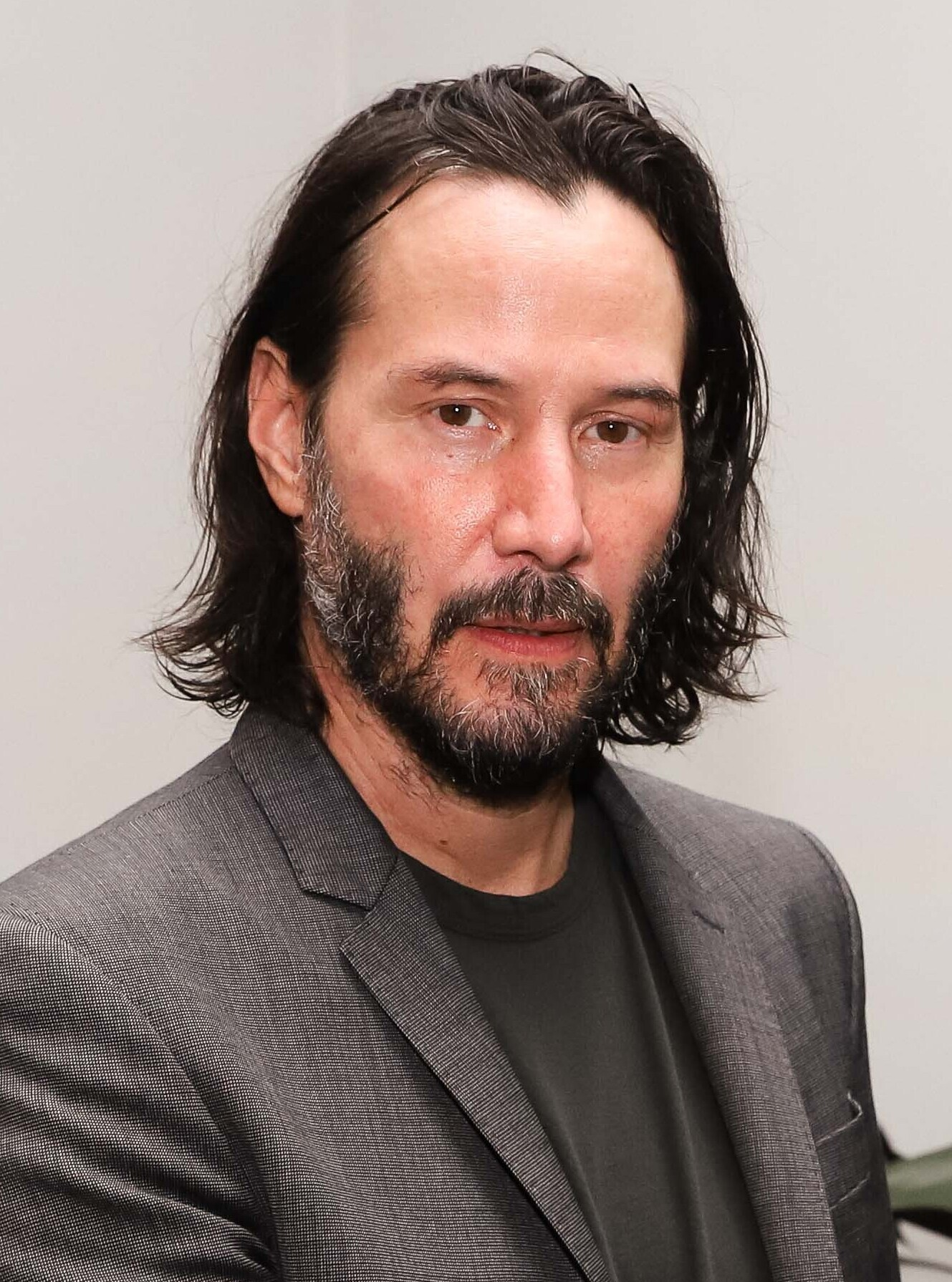
Keanu Reeves, aktor wcielający się w Johna Wicka

W kwietniu 2019 roku Keanu Reeves stwierdził, że będzie zaangażowany w Johna Wicka tak długo, jak filmy będą odnosić sukces, w wyniku czego powróci do swojej roli w czwartej i piątej części. 27 maja 2021 podano, że do ekipy dołączyła japońsko–brytyjska piosenkarka Rina Sawayama, która zagra postać o imieniu Akira; została wybrana ze względu na rolę wymagającą znajomości choreografii, a ponadto Stahelski widział jej teledyski do utworów „XS” i „Bad Friend”, które przedstawiały odpowiednio taniec i walkę.
W czerwcu 2021 do obsady dołączyli Shamier Anderson i Bill Skarsgård oraz chiński aktor Donnie Yen (Ip Man), który zagra „starego przyjaciela Johna Wicka, z którym łączy go wspólna historia i wspólni wrogowie”. 10 czerwca 2021 roku potwierdzono, że Laurence Fishburne ponownie wcieli się w Króla Bowery. Następnie 17 czerwca podano, że do obsady dołączył japoński aktor Hiroyuki Sanada (Westworld, 47 roninów), który wcieli w postać o imieniu Shimazu i ma być jednym z kluczowych bohaterów filmu; Sanada początkowo miał odegrać rolę Zero w John Wick 3, ale zrezygnował na rzecz pojawienia się w Avengers: Koniec gry. 29 czerwca 2021 poinformowano, że do obsady dołączył Scott Adkins (seria Champion).
Na początku lipca 2021 roku Lance Reddick potwierdził, że ponownie wcieli się w rolę Charona. 13 lipca 2021 podano, że do filmu zaangażowano chilijskiego aktora Marko Zarora (Battle Angel Alita), który zagra „jednego z głównych prześladowców Wicka”. Dwa dni później potwierdzono, że Ian McShane powróci w czwartej części jako Winston. 9 sierpnia 2021 roku podano, że do obsady dołączył aktor Clancy Brown (Nieśmiertelny). 11 listopada 2022 roku podano, że udział w filmie weźmie także Natalia Tena, z kolei George Georgiou zastąpił Saïda Taghmaoui w roli Starszego (ang. The Elder).
Ponadto w połowie czerwca 2021 roku serwis The Illumenerdi podał, że do obsady miał dołączyć również Wesley Snipes, który negocjował z wytwórnią Lionsgate drugoplanową rolę „znawcy walki mieczem”. Dzień później Borys Kit z The Hollywood Reporter stwierdził, że aktor jednak nie wystąpi w filmie, ponieważ nie udało się dojść stronom do porozumienia. 2 lutego 2022 roku Halle Berry w wywiadzie dla IGN potwierdziła, że „Sofia nie pojawi się w najnowszym filmie z serii John Wick. Jednak jest szansa na jej własny film. Tak więc Sofia może nie wrócić w Johnie Wicku 4, ale zajmie się własnymi sprawami”. W filmie pojawiła się postać konsjerża Charona, jednak aktor Lance Reddick, który grał tę rolę, zmarł kilka dni przed premierą filmu.

### Scenografia i dobór broni
Większość broni użytej w filmie została wybrana z zapasów firm zajmujących się projektowaniem broni na zamówienie oraz tych, które istniały jeszcze przed rozpoczęciem zdjęć. De Gramont nominuje niechętnego Caine’a do walki w jego miejsce w pojedynku przy użyciu ulepszonych XX-wiecznych Thompson/Center Contenders w scenie wschodu słońca w Sacré-Cœur. Król Bowery, kiedy przybywa do Paryża, wręcza Johnowi niestandardowy 21-nabojowy pistolet Pit Viper wyprodukowany przez TTI.
Na początku filmu postać Caine’a trzyma drogi złoty zegarek od jubilera Carl F. Bucherer z portretem córki wewnątrz złotej pokrywy zamknięcia koperty.

### Zdjęcia

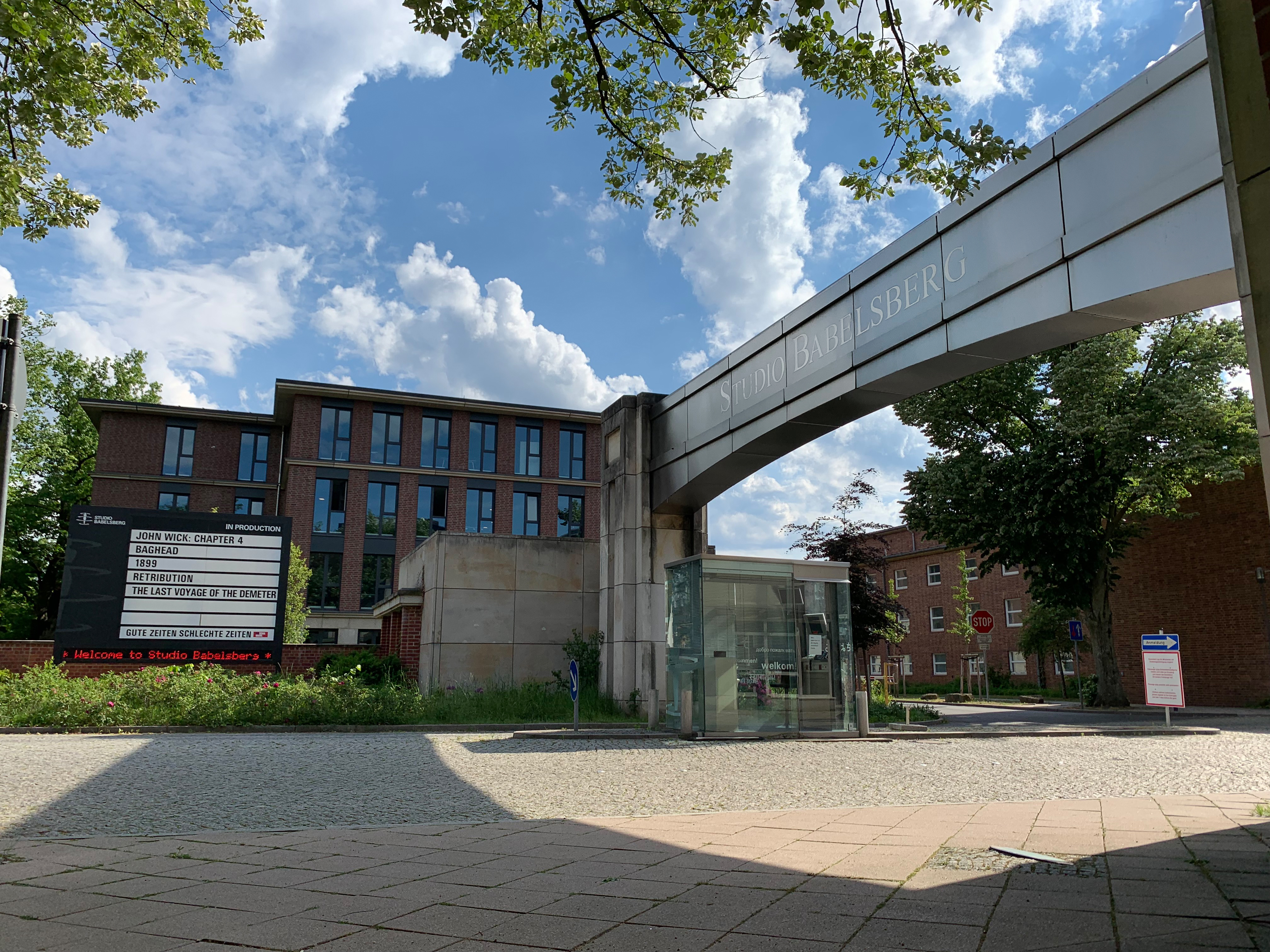
Studio Babelsberg w Poczdamie

Kiedy ogłoszono czwarty film w grudniu 2019 roku, Keanu Reeves rozpoczął szkolenie z bronią palną (tzw. gun fu) w pobliżu Los Angeles, przygotowując się do kręcenia Johna Wicka 4 i Matrix Zmartwychwstania. W ciągu dwunastotygodniowego okresu przygotowawczego nauczył się również używania nunczako, driftu muskularnymi samochodami oraz innych umiejętności w judo i ju-jitsu.
Zdjęcia do filmu miały rozpocząć się w czerwcu 2021 roku w Berlinie i Paryżu, gdzie miało powstać większość zdjęć; dodatkowe lokalizacje filmowania obejmowały również Japonię i Nowy Jork. 28 czerwca tegoż roku oficjalnie rozpoczęto zdjęcia z operatorem Danem Laustsenem, które odbywały się głównie w Studiu Babelsberg w Poczdamie i Paryżu; budżet filmu wyniósł 100 milionów dolarów. Nagrania w Berlinie obejmowały m.in. Gendarmenmarkt, Kościół Najświętszego Serca Jezusowego, Bramę Brandenburską, elektrownię i Międzynarodowe Centrum Kongresowe. Następnie zdjęcia zostały przeniesione do Paryża z dwutygodniowym opóźnieniem, gdzie kręcenie odbywało się między 1 października a 5 listopada. Lokalizacje filmowe w stolicy Francji obejmowały atrakcje turystyczne, takie jak Bazylikę Sacré-Cœur, Łuk Triumfalny, Luwr, Wieżę Eiffla i Opérę Garnier, Ogród Luksemburski i Kościół Saint Eustache. Pościg na centralnym Place Charles-de-Gaulle został faktycznie sfilmowany na nieużywanym lotnisku Berlin-Tegel, ponieważ nie uzyskano pozwolenia na filmowanie ronda. Kilka francuskich ekip produkcyjnych opisało później zdjęcia w Paryżu jako „piekło”, ponieważ z powodu dwutygodniowego opóźnienia w kręceniu zdjęć w Niemczech Stahelski miał mniej czasu na rozpoznanie miasta, w wyniku czego improwizował i zmieniał lokalizacje w ostatniej chwili, co utrudniało logistykę i komunikację z lokalnymi władzami. Kolejne nagrania wykonano również w Wadi Rum, Tokio, Osace i Utah. Pod koniec sierpnia 2021 roku Lionsgate podczas panelu na CinemaCon podało, że John Wick 4 był wówczas kręcony w trzech krajach: Japonii, Niemczech i Francji. Zdjęcia do filmu trwały ok. pięć miesięcy, a 9 listopada 2021 roku zostały oficjalnie zakończone. Dodatkowe zdjęcia odbyły się w lutym 2022 roku w Nowym Jorku, w tym w Four Freedoms Park na Roosevelt Island. Operator Laustsen stwierdził, że kręcił w nocy łącznie przez 18 tygodni. Wysiłki zespołu od lokacji filmowych zostały docenione przez Location Managers Guild International nagrodą LMGI 2023.
Na początku 2021 roku Chad Stahelski w wywiadzie dla The Hollywood Reporter powiedział, że przy tworzeniu Johna Wicka 4 wykorzystał niewykorzystane elementy i sekwencje akcji, które nie znalazły się w trzecim filmie. Stwierdził również, że czerpał inspirację m.in. z filmów samurajskich Sergio Leone i thrillera akcji Wojownicy. Ponadprzeciętną część budżetu, szacowaną na 90 milionów dolarów, przeznaczono na próby scen akcji z ekipami kaskaderskimi i kamerzystami w fazie przedprodukcyjnej, co oznaczało, że późniejsze zdjęcia można było ukończyć znacznie szybciej. Zdjęcia pod Łukiem Triumfalnym odbyły się w ciągu dwóch tygodni, ale wymagały czterech miesięcy przygotowań. Filmowanie na schodkowej ulicy Rue Chappe w pobliżu Sacré-Cœur odbyło się w ciągu pięciu dni, podczas gdy pojedyncze sceny ze strzelbą Dragons Breath zostały nakręcone tylko jednym ujęciem, a efekty wizualne zostały dodane w postprodukcji. Podczas kręcenia filmu wykorzystano łącznie pięć wyszkolonych psów, które ściśle współpracowały z zespołami kaskaderskimi, które zmieniały się w zależności od lokalizacji, oraz konie policyjne w Jordanii. W trakcie produkcji zniszczono ok. 45 samochodów. Jedna ze scen w filmie, w formie jednego długiego ujęcia z lotu ptaka, została zainspirowana niezależną grą z 2019 roku pt. The Hong Kong Massacre. Do filmu nakręcono także alternatywne zakończenie, w którym John odwiedza swój grób, jednak zostało porzucone po otrzymaniu „gwałtownej reakcji” od publiczności testowej.
Stahelski opisał dłuższą wersję Johna Wicka 4, która trwała 225 minut, jako „przesadzoną”, ponieważ rozbudowane budowanie świata tytułowego bohatera i wprowadzenie nowych postaci wydłużyło ich czas na ekranie. Montażysta Nathan Orloff wykonał znaczące cięcia, skracając film do 169 minut. Pierwotnie film posiadał podtytuł Hagakure, odpowiadający Parabellum.

### Marketing

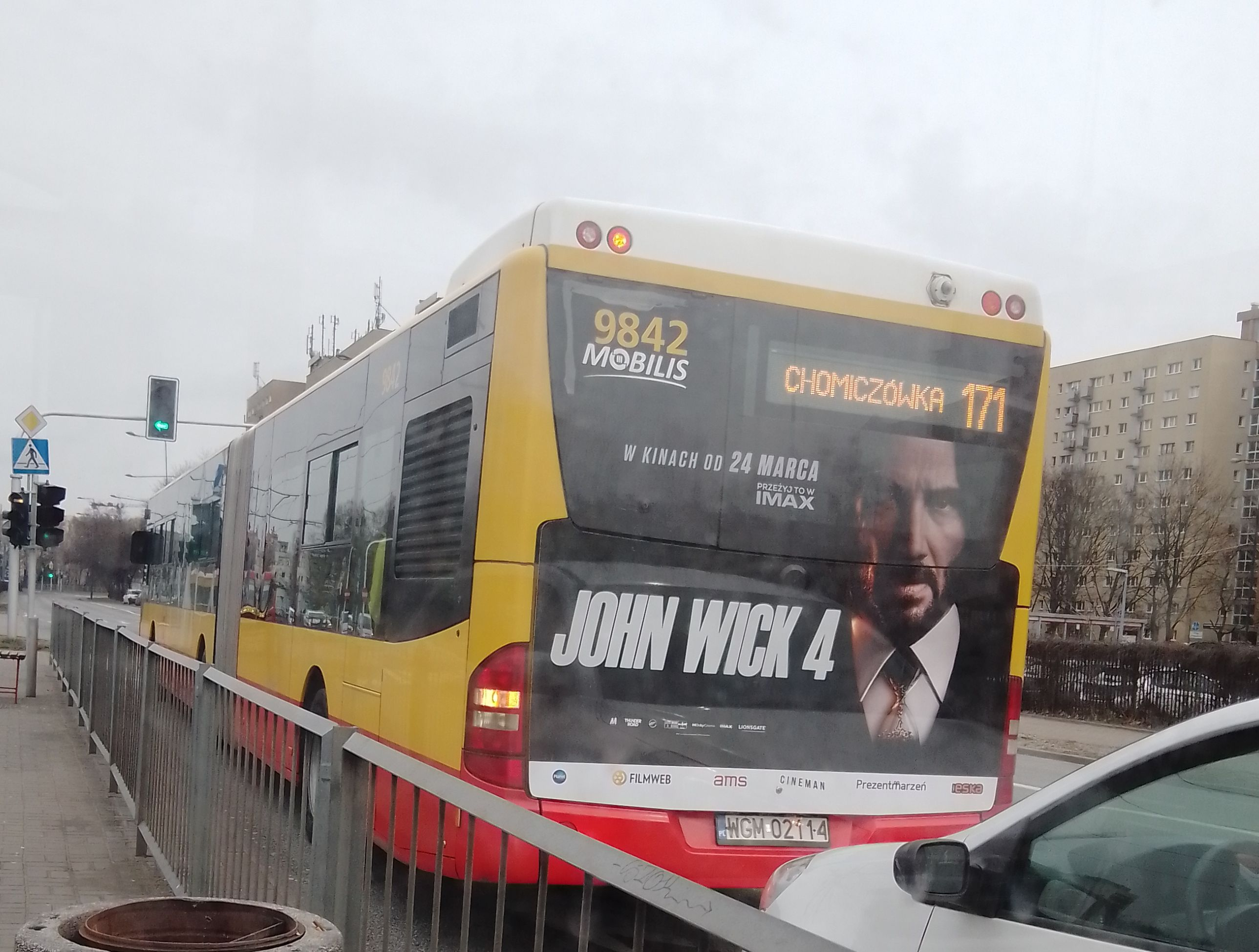
Reklama filmu na autobusie linii 171 w Warszawie w marcu 2023 roku

22 grudnia 2021 roku Lionsgate opublikowało krótki teaser, będący zapowiedzią czwartej części Johna Wicka z nową datą premiery. 25 kwietnia 2022 roku podczas wydarzenia CinemaCon w Las Vegas zaprezentowano pierwszy banner filmu. 21 czerwca 2022 roku Lionsgate opublikował pierwsze zdjęcie z JW4, z kolei dzień później podczas San Diego Comic-Con 2022 zaprezentowano pierwszy plakat oraz zwiastun filmu. W połowie listopada 2022 roku opublikowano pierwszy 2,5-minutowy zwiastun filmu, z kolei 16 lutego 2023 roku pojawił się 1,5-minutowy „finalny” zwiastun filmu.

## Muzyka

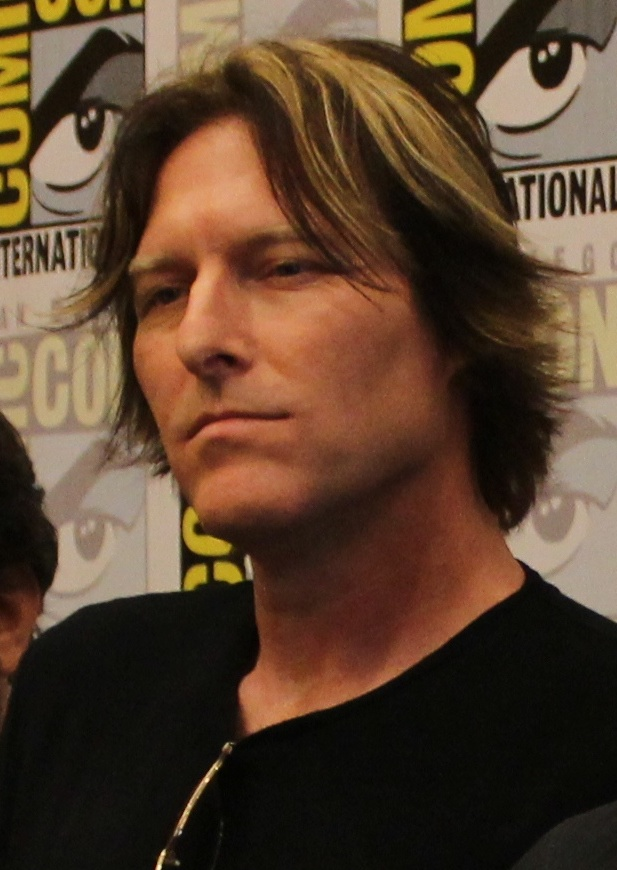
Kompozytor Tyler Bates

Podobnie jak w przypadku wszystkich trzech poprzednich części, za muzykę do filmu odpowiadali Tyler Bates i Joel J. Richard. Obaj ponownie mieszali wpływy filmów o sztukach walki i muzyki rockowej z syntezatorami, gitarami elektrycznymi i basami, nagranymi przez samych kompozytorów. Gil Sharone był perkusistą podczas sesji nagraniowych. Po raz pierwszy do stworzenia muzyki do Johna Wicka wykorzystano 72-osobową orkiestrę z Nashville, który poszerzyła tonalnie i harmonicznie estetykę klasycznego rocka. Obaj muzycy skomponowali łącznie ok. trzech godzin muzyki filmowej do Johna Wicka 4, czyli więcej niż do któregokolwiek z poprzednich filmów.
Ścieżka dźwiękowa składająca się z 35 utworów została wydana cyfrowo 24 marca 2023 roku przez Lakeshore Records. Album zawiera trzy utwory stworzone przez samego Tylera Batesa, które w przeciwieństwie do reszty muzyki EDM są bardziej w gatunku garage punk. Córka Batesa, Lola Colette, nagrała na potrzeby filmu nowoczesną wersję piosenki „Nowhere to Run” zespołu Martha and the Vandellas, wydanej po raz pierwszy w 1965 roku. Ponadto amerykański zespół metalcore'owy In This Moment wniósł do ścieżki dźwiękowej piosenkę „I Would Die for You”, a aktorka Rina Sawayama stworzyła utwór pt. „Eye for an Eye”, będący motywem przewodnim filmu; wydany jako singiel promujący dwa dni wcześniej. Album zawiera także utwory EDM takich artystów, jak Gesaffelstein czy Justice. Amerykański DJ Le Castle Vania, wieloletni współpracownik Batesa i Richarda, również przyczynił się do powstania poszczególnych utworów muzyki filmowej, lecz jego twórczość w dużej mierze składała się z remiksów utworów z Johna Wicka i Johna Wicka 2. Cztery z jego piosenek zostały wydane 31 marca 2023 roku jako osobna EP-ka zatytułowana Himmel und Hölle.

## Premiera
Początkowo wytwórnia Lionsgate oficjalnie ogłosiła czwarty film podczas tygodnia otwarcia Johna Wicka 3, z planowaną datą premiery na 21 maja 2021 roku, jednakże z powodu pandemii COVID-19 jego wydanie zostało przesunięte na 27 maja 2022 roku. Pod koniec grudnia 2021 data premiery filmu została przesunięta na 24 marca 2023 roku, częściowo po to, aby uniknąć premiery równolegle z filmem Top Gun: Maverick.
John Wick 4 zadebiutował 6 marca 2023 roku w Odeon Luxe Leicester Square w Londynie. Film znalazł się również w harmonogramie Festiwalu Filmowego SXSW, gdzie został wyświetlony 17 marca 2023 roku. Premiera w Stanach Zjednoczonych i Polsce odbyła się 24 marca 2023 roku. W Korei Południowej zostanie wydany 12 kwietnia 2023 roku. W Japonii film wydano pod tytułem John Wick: Consequences (jap. ジョン・ウィック：コンセクエンス).
Władze wietnamskiej kinematografii nieoficjalnie zakazały wyświetlania filmu John Wick 4 po jego premierze w kinach z powodu wystąpienia w nim Donniego Yena, zagorzałego zwolennika chińskiego rządu i jego roszczeń do części Morza Południowochińskiego, w tym do Wysp Paracelskich i Wysp Spratly, będących własnością Wietnamu.
W Rosji John Wick 4 doczekał się kinowej premiery pomimo inwazji na Ukrainę i związanego z tym wycofania się głównych hollywoodzkich wytwórni z rosyjskiego rynku filmowego. Prezes Lionsgate, Joe Drake, bronił tej decyzji, stwierdzając, że dystrybutor filmów, Unicorn Media Limited, nie był objęty międzynarodowymi sankcjami, w związku z czym chciano wypełnić istniejące kontrakty na emisję filmu w Rosji, które zostały zawarte przed rozpoczęciem wojny, jednakże na razie nie przewidywano zawierania nowych.
28 lutego 2025 roku ogłoszono, że premiera nieocenzurowanej wersji filmu w Chinach była planowana na 14 marca 2025 roku, po prawie 2-letnim opóźnieniu. W wyniku tego John Wick 4 stał się pierwszym filmem z serii, który miał premierę w Chinach i uzyskał akceptację organów cenzury. Podobnie jak w innych częściach Azji, materiały marketingowe koncentrowały się na Donnie Yenie, umieszczając go na czele niektórych plakatów filmowych obok Keanu Reevesa, podobnie jak w filmie o kolegach policjantach, oraz udostępniając klipy z występu Yena w filmie na chińskich stronach społecznościowych Weibo i Rednote, a także na wszystkich głównych stronach z biletami do kina.

### Media domowe
John Wick 4 zostanie wydany w wersji cyfrowej 23 maja 2023 roku, z kolei 13 czerwca 2023 roku pojawi się na Blu-ray, 4K UHD i DVD. 21 czerwca 2023 roku Stachelski potwierdził, że powstanie wersja reżyserska filmu, zawierająca ok. 10–15 min dodatkowego materiału, lecz zostanie wydana w bliżej nieokreślonym terminie.

## Odbiór

### Box office
Według stanu na dzień 24 maja 2023 roku John Wick 4 zarobił 187,1 miliona dolarów w Stanach Zjednoczonych i Kanadzie oraz 260 milionów dolarów w pozostałych krajach, co dało łącznie 447,3 miliona dolarów. Tym samym stał się najbardziej dochodowym filmem z serii.
Przewidywano, że John Wick 4 zarobi 65–70 milionów dolarów brutto w Stanach Zjednoczonych i Kanadzie podczas weekendu otwarcia w 3855 kinach. Film zarobił 29,4 miliona dolarów pierwszego dnia, w tym 8,9 miliona dolarów podczas czwartkowych pokazów wieczornych, osiągając najlepszy wynik z serii. W kolejnych dniach suma przychodów wzrosła 73,8 miliona dolarów, dając filmowi pierwsze miejsce w box office i najlepszy weekend otwarcia filmu z serii John Wick. Był to również najlepszy weekend otwarcia filmu Lionsgate i rekord wśród filmów z ratingiem R, wydawanych od początku pandemii COVID-19 w marcu 2020 roku (wcześniejszym rekordzistą był Halloween zabija). Film osiągnął także drugi co do wielkości weekend otwarcia w momencie premiery, po Ant-Man i Osa: Kwantomania. Ponadto film zanotował drugi co do wielkości wynik podczas weekendu otwarcia wśród filmów z udziałem Keanu Reevesa, zaraz za Matrix Reaktywacja. W drugi weekend JW4 zarobił 28,3 miliona dolarów, odnotowując spadek o 61,6% i zajmując drugie miejsce za Dungeons & Dragons: Złodziejski honor, który miał swoją premierę. W trzeci weekend zarobił 14,6 miliona dolarów (spadek o 48% w stosunku do poprzedniego weekendu) w 3607 kinach, ponownie zajmując drugie miejsce, tym razem za Super Mario Bros. Film. W czwarty weekend film zarobił ok. 8 mln dolarów (spadek o 44%) w 3033 kinach i zajął trzecie miejsce, za Super Mario Bros. Film i Egzorcysta papieża. W piąty i szósty weekend JW4 zarobił odpowiednio 5,75 mln dolarów (spadek o 29%) oraz 5 mln dolarów (spadek o 23%).
Poza USA i Kanadą film zarobił 64 miliony dolarów na 71 rynkach w weekend otwarcia. W drugi weekend John Wick 4 zarobił 35 milionów dolarów w 75 krajach. Z kolei w trzeci weekend zarobił 21,5 miliona dolarów. W czwarty weekend film zarobił 18,6 miliona dolarów, w tym 5,9 miliona w Korei Południowej. W piąty, szósty i siódmy weekend film zarobił odpowiednio 13,5, 10,1 i 5,7 mln dolarów. Według stanu na 5 czerwca 2023 roku najbardziej dochodowymi terytoriami były Wielka Brytania (21,6 mln dolarów), Niemcy (20,9 mln dolarów), Australia (16,7 mln dolarów), Korea Południowa (15,2 mln dolarów), Meksyk (14,5 mln dolarów) i WNP (14,3 mln dolarów).
Film miał premierę w Chinach 14 marca 2025 roku o godzinie 18:00. Pomimo opóźnień i wpływu szerzącego się piractwa, film w ciągu 2,5 dnia zarobił 3,3 mln dolarów w weekend otwarcia, przewyższając 10-dniowy przychód Mickey 17 oraz skorzystał na obecności gwiazdy akcji z Hongkongu, Donniego Yena, który był na czele lokalnego marketingu i zarobił łącznie 6,2 mln dolarów. Od 1 maja 2025 roku był trzecim najbardziej dochodowym filmem hollywoodzkim w Chinach w tym roku, zaraz za Minecraft: Film i Kapitan Ameryka: Nowy wspaniały świat.
Według Monolith Films w weekend otwarcia film obejrzało niemal 158 tys. Polaków, było to najlepsze otwarcie w polskich kinach w marcu i jedno z najlepszych kinowych otwarć spośród filmów w 2023 roku. W drugi weekend film odnotował oglądalność na poziomie ok. 95 tys. osób. Do tej Johna Wicka 4 zobaczyło łącznie 310 981 osób. Według stanu na 22 maja 2023 roku JW4 zarobił w Polsce 2,66 miliona dolarów (11,1 mln zł).

### Odbiór krytyków
Według agregatora recenzji Rotten Tomatoes 94% z 385 recenzji było pozytywnych, ze średnią oceną 8,1/10. Konsensus krytyków brzmiał: „John Wick 4 zawiera więcej wszystkiego - i sugeruje, że jeśli chodzi o dobrze ubranego Keanu Reevesa, który pokonuje swoich wrogów w zabójczo baletowym stylu, nigdy nie może być za dużo”. Z kolei Metacritic, który stosuje średnią ważoną, przyznał filmowi ocenę 78 na 100 na podstawie 58 krytyków, wskazując na „ogólnie pozytywne recenzje”. Ankietowani widzowie poprzez CinemaScore przyznali filmowi średnią ocenę „A” w skali od A+ do F, co jest najwyższą oceną z serii do tej pory, podczas gdy ankietowani przez PostTrak przyznali mu 93% pozytywnych ocen, z czego 82% stwierdziło, że zdecydowanie poleciłoby film innym.
Według wczesnych reakcji po premierze w Londynie film spotkał się z uznaniem krytyków, którzy opisywali film jako epickie widowisko akcji, które usprawiedliwia czas trwania prawie trzech godzin. Większość recenzentów chwaliła stylizowane sekwencje akcji, występy obsady, fabułę i tempo widowiska, jednak niektórzy uważali, że film jest za długi; mimo to wielu krytyków uznało tę część za najlepszą z serii. Ponadto oprócz pracy kamery Dana Laustsena i wspaniałych scenografii, szczególnie chwalono obsadę, m.in. Donniego Yena, Hiroyukiego Sanadę, Rinę Sawayamę i Marko Zarora, nawet jeśli historię czasami opisywano jako całkowicie nielogiczną.
Frank Scheck z The Hollywood Reporter pozytywnie ocenił film, nazywając go „większym, gorszym, odważniejszym, dłuższym i zawierającym prawie bardziej spektakularne scenografie, niż jeden film może wygodnie obsłużyć. Ten epicki film akcji praktycznie na nowo definiuje stawkę”. Tom Jorgensen z IGN przyznał filmowi ocenę 10/10, opisując go jako „nowoczesną epopeję” i „pękającą w szwach kreatywną, ekscytująco zainscenizowaną choreografią akcji i zdjęciami”, jednocześnie chwaląc występy Reevesa, Yena i Skarsgårda. W 5-gwiazdkowej recenzji dla IndieWire Rafael Motamayor uznał film za „najlepszy amerykański hit akcji od czasów Mad Max: Na drodze gniewu George’a Millera”. Pochwalił dodatki do „absurdalnie złożonej” mitologii serii, powołując się na ugruntowane relacje między postaciami w filmie oraz użycie przez autora zdjęć Dana Laustena neonowych kolorów i technikę kręcenia pojedynczej sceny walki.
Richard Roeper z Chicago Sun-Times przyznał filmowi trzy z czterech gwiazdek, pisząc: „Gdzieś w całkowicie niepotrzebnym, rozdętym czasie trwania Johna Wicka IV znajduje się genialny, okrojony, 100-minutowy klasyk samochodowego filmu akcji, gdzie zapierające dech w piersiach sekwencje akcji nie ciągną się tak długo, że stają się wręcz nudne”. Z kolei Richard Brody z The New Yorker był ambiwalentny co do większości filmu, ale stwierdził, że „przyprawiające o zawrót głowy, omdlałe, zawadiackie i sensacyjne” zakończenie sprawia, że reszta filmu „warta jest przeczekania”. Evan Dondlinger z The Daily Nebraskan bardzo pochwalił film, nazywając go „tym, czym powinien być każdy film akcji” i okrzyknął go „mistrzowskim kursem koordynacji kaskaderów, koloru w kinie i wspaniałego opowiadania historii”.
Charles Bramesco z The Guardian przyznał filmowi dwie z pięciu gwiazdek, pisząc: „Ci, którzy docenili oryginał za jego brutalną, muskularną zwinność, mają kolejną rzecz: ociężały, ogłupiający gargantuiczny film gotowy zabić wszystko oprócz swoich ulubieńców”. Recenzując film dla Consequence, Gregory Lawrence przyznał mu ocenę C+ i powiedziała: „Oglądanie Johna Wicka 4 czasami przypominało oglądanie ponadprzeciętnego montażu. Po ociężałych dwóch godzinach i 49 minutach wzrok natychmiast przyciągnie co przebija się przez hałas – a takich momentów jest mnóstwo. Ale „chwile” nie tworzą dobrze opowiedzianego „filmu”. Z drugiej strony Michael Walsh z Nerdist okrzyknął film jednym z najlepszych filmów akcji, jakie kiedykolwiek powstały, zauważając: „Zanim pojawiły się napisy końcowe, byłem gotowy przebiec przez ceglany mur. Pompowało mnie tyle adrenaliny, że chciałem wyciskać na ławce w autobusie. [...] Jedyny raz, kiedy wyszedłem z kina z takim uczuciem, to Mad Max: Na drodze gniewu. John Wick 4 to nie tylko najlepsza część serii. Znajduje się na bardzo krótkiej liście najlepszych filmów akcji, jakie kiedykolwiek powstały”.

### Dziedzictwo
W marcu 2023 roku magazyn Esquire uznał go za siódmy najlepszy film Reevesa; według Josha Rosenberga: „Czwarta część serii byłaby najlepszym filmem (...), gdyby nie jej ogromny czas trwania i przygotowanie do przyszłych spin-offów. Jednak rozdział 4 zawiera również wiele najbardziej niesamowitych walk w serii do tej pory. Hiroyuki Sanada kontra Donnie Yen?! Kultowy”. W tym samym roku strony internetowe Comic Book Resources i TheWrap uznały go za najlepszy film akcji 2023 roku. 6 czerwca 2024 roku serwis Collider uznał JW4 za 13. najlepszy film akcji wszech czasów. W 2024 roku dziennik The Guardian uznał Johna Wicka 4 za czwarty najlepszy film Keanu Reevesa, stwierdzając, że: „Czwarty Wick jest może o godzinę za długi, ale wślizguje się płynniej niż wiele krótszych filmów. Gdy docieramy do Berlina, wszystko rusza do wyścigów, a reżyser Chad Stahelski dostarcza jedne z najbardziej odurzających wyczynów kaskaderskich i scen akcji w ostatnich latach”. Z kolei strona internetowa GamesRadar+ określiła go jako drugi najlepszy film Reevesa.

### Nagrody
| Nagroda                                                | Data ceremonii    | Kategoria                                                | Zdobywca | Rezultat   | Źr.                     |
| ------------------------------------------------------ | ----------------- | -------------------------------------------------------- | --- | ---------- | ----------------------- |
| Golden Trailer Awards                                  | 29 czerwca 2023   | Najlepsza akcja                                          | Zwiastun „Legenda” (AV Squad) | Nagroda    | [ 231 ] [ 232 ]         |
| Golden Trailer Awards                                  | 29 czerwca 2023   | Najlepsza edycja dźwięku                                 | Teaser „Peace” (Transit) | Nominacja  | [ 231 ] [ 232 ]         |
| Golden Trailer Awards                                  | 29 czerwca 2023   | Najlepszy plakat                                         | Plakat „Hourglass Portrait” (AV Print)                                                                                               | Nominacja  | [ 231 ] [ 232 ]         |
| Golden Trailer Awards                                  | 29 czerwca 2023   | Najlepsze dzikie posty                                   | Plakat „Illumicade” (AV Print) | Nagroda    | [ 231 ] [ 232 ]         |
| Golden Trailer Awards                                  | 29 czerwca 2023   | Najlepszy spot radiowy/audio                             | „King” (Silk Factory) | Nominacja  | [ 231 ] [ 232 ]         |
| Hollywood Critics Association Midseason Film Awards    | 30 czerwca 2023   | Najlepszy obraz                                          | John Wick: Chapter 4 | Nominacja  | [ 233 ]                 |
| Hollywood Critics Association Midseason Film Awards    | 30 czerwca 2023   | Najlepszy reżyser                                        | Chad Stahelski | Nominacja  | [ 233 ]                 |
| Hollywood Critics Association Midseason Film Awards    | 30 czerwca 2023   | Najlepsze akrobacje                                      | John Wick: Chapter 4 | Nagroda    | [ 233 ]                 |
| Hollywood Professional Association Awards              | 28 listopada 2023 | Wybitny dźwięk – film fabularny                          | Mark Stoeckinger, Andy Koyama, Casey Genton, Alan Rankin i Manfred Banach (Grupa Formosa)                                            | Nagroda    | [ 234 ]                 |
| Location Managers Guild Awards                         | 26 sierpnia 2023  | Wybitne lokalizacje we współczesnym filmie               | John Wick: Chapter 4 | Nagroda    | [ 133 ] [ 235 ]         |
| MTV Movie & TV Awards                                  | 7 maja 2023       | Najlepsza walka                                          | Keanu Reeves kontra wszyscy | Nominacja  | [ 236 ]                 |
| National Board of Review Awards                        | 6 grudnia 2023    | Wybitne osiągnięcie w sztuce kaskaderskiej               | Chad Stahelski, Stephen Dunlevy i Scott Rogers                                                                                       | Nagroda    | [ 237 ]                 |
| Washington D.C. Area Film Critics Association Awards   | 10 grudnia 2023   | Najlepszy montaż                                         | Nathan Orloff | Nominacja  | [ 238 ]                 |
| IndieWire Critics Poll                                 | 11 grudnia 2023   | Najlepsze zdjęcia                                        | Dan Laustsen | 10 miejsce | [ 239 ]                 |
| Chicago Film Critics Association Awards                | 12 grudnia 2023   | Najlepszy montaż                                         | Nathan Orloff | Nominacja  | [ 240 ]                 |
| Las Vegas Film Critics Society Awards                  | 13 grudnia 2023   | Najlepszy film akcji                                     | John Wick: Chapter 4 | Nagroda    | [ 241 ] [ 242 ]         |
| Las Vegas Film Critics Society Awards                  | 13 grudnia 2023   | Najlepsze akrobacje                                      | John Wick: Chapter 4 | Nominacja  | [ 241 ] [ 242 ]         |
| St. Louis Film Critics Association Awards              | 17 grudnia 2023   | Najlepszy film akcji                                     | John Wick: Chapter 4 | Nagroda    | [ 243 ]                 |
| St. Louis Film Critics Association Awards              | 17 grudnia 2023   | Najlepsze akrobacje                                      | Scott Rogers i Stephen Dunlevy | 2 miejsce  | [ 243 ]                 |
| St. Louis Film Critics Association Awards              | 17 grudnia 2023   | Najlepsza scena                                          | „Walka na 222 schodach prowadzących do Bazyliki Sacré-Cœur w Paryżu”                                                                 | 2 miejsce  | [ 243 ]                 |
| Indiana Film Journalists Association Awards            | 17 grudnia 2023   | Najlepszy film                                           | John Wick: Chapter 4 | Nominacja  | [ 244 ] [ 245 ] [ 246 ] |
| Indiana Film Journalists Association Awards            | 17 grudnia 2023   | Najlepszy reżyser                                        | Chad Stachelski | Nominacja  | [ 244 ] [ 245 ] [ 246 ] |
| Indiana Film Journalists Association Awards            | 17 grudnia 2023   | Najlepszy montaż                                         | Nathan Orloff | Nominacja  | [ 244 ] [ 245 ] [ 246 ] |
| Indiana Film Journalists Association Awards            | 17 grudnia 2023   | Najlepsze zdjęcia                                        | Dan Laustsen | 2 miejsce  | [ 244 ] [ 245 ] [ 246 ] |
| Indiana Film Journalists Association Awards            | 17 grudnia 2023   | Najlepsza choreografia kaskaderska/ruchowa               | Jeremy Marinas, Scott Rogers i Stephen Levy                                                                                          | Nagroda    | [ 244 ] [ 245 ] [ 246 ] |
| San Diego Film Critics Society Awards                  | 19 grudnia 2023   | Najlepsza choreografia kaskaderska                       | John Wick: Chapter 4 | Nagroda    | [ 247 ] [ 248 ]         |
| San Diego Film Critics Society Awards                  | 19 grudnia 2023   | Najlepsze efekty wizualne                                | John Wick: Chapter 4 | Nominacja  | [ 247 ] [ 248 ]         |
| Florida Film Critics Circle Awards                     | 21 grudnia 2023   | Najlepszy aktor drugoplanowy                             | Donnie Yen | Nominacja  | [ 249 ] [ 250 ]         |
| Florida Film Critics Circle Awards                     | 21 grudnia 2023   | Najlepsze zdjęcia                                        | Dan Laustsen | Nagroda    | [ 249 ] [ 250 ]         |
| Online Association of Female Film Critics Awards       | 21 grudnia 2023   | Najlepsze akrobacje                                      | John Wick: Chapter 4 | Nominacja  | [ 251 ]                 |
| North Carolina Film Critics Association Awards         | 3 stycznia 2024   | Najlepsze zdjęcia                                        | John Wick: Chapter 4 | Nominacja  | [ 252 ]                 |
| North Carolina Film Critics Association Awards         | 3 stycznia 2024   | Najlepszy montaż                                         | John Wick: Chapter 4 | Nominacja  | [ 252 ]                 |
| North Carolina Film Critics Association Awards         | 3 stycznia 2024   | Najlepsza koordynacja kaskaderska                        | John Wick: Chapter 4 | Nagroda    | [ 252 ]                 |
| North Carolina Film Critics Association Awards         | 3 stycznia 2024   | Najlepszy projekt dźwięku                                | John Wick: Chapter 4 | Nominacja  | [ 252 ]                 |
| Critics Association of Central Florida Awards          | 3 stycznia 2024   | Najlepsza koordynacja kaskaderska                        | John Wick: Chapter 4 | 2 miejsce  | [ 253 ]                 |
| DiscussingFilm Critic Awards                           | 6 stycznia 2024   | Najlepszy montaż                                         | John Wick: Chapter 4 | Nominacja  | [ 254 ]                 |
| DiscussingFilm Critic Awards                           | 6 stycznia 2024   | Najlepszy zespół kaskaderski                             | John Wick: Chapter 4 | Nominacja  | [ 254 ]                 |
| Astra Film and Creative Arts Awards                    | 6 stycznia 2024   | Najlepsza akcja                                          | John Wick: Chapter 4 | Nagroda    | [ 255 ]                 |
| Astra Film and Creative Arts Awards                    | 26 lutego 2024    | Najlepsze zdjęcia                                        | Dan Lausten | Nagroda    | [ 255 ]                 |
| Astra Film and Creative Arts Awards                    | 26 lutego 2024    | Najlepszy montaż                                         | Nathan Orloff | Nagroda    | [ 255 ]                 |
| Astra Film and Creative Arts Awards                    | 26 lutego 2024    | Najlepsza kampania reklamowa                             | John Wick: Chapter 4 | Nominacja  | [ 255 ]                 |
| Astra Film and Creative Arts Awards                    | 26 lutego 2024    | Najlepszy dźwięk                                         | John Wick: Chapter 4 | Nominacja  | [ 255 ]                 |
| Astra Film and Creative Arts Awards                    | 26 lutego 2024    | Najlepsze akrobacje                                      | John Wick: Chapter 4 | Nominacja  | [ 255 ]                 |
| Astra Film and Creative Arts Awards                    | 26 lutego 2024    | Spotlight Award                                          | Chad Stahelski i ekipa kaskaderska                                                                                                   | Nagroda    |                         |
| Golden Globe Awards                                    | 7 stycznia 2024   | Osiągnięcie filmowe i finansowe                          | John Wick: Chapter 4 | Nominacja  | [ 256 ] [ 257 ]         |
| Seattle Film Critics Society Awards                    | 8 stycznia 2024   | Najlepsza choreografia akcji                             | John Wick: Chapter 4 | Nagroda    | [ 258 ]                 |
| Austin Film Critics Association Awards                 | 10 stycznia 2024  | Najlepszy koordynator kaskaderów                         | Stephen Dunlevy i Scott Rogers | Nagroda    | [ 259 ]                 |
| Hawaii Film Critics Society Awards                     | 12 stycznia 2024  | Najlepsza praca kaskaderska                              | John Wick: Chapter 4 | Nagroda    | [ 260 ]                 |
| Portland Critics Association Awards                    | 15 stycznia 2024  | Najlepsze akrobacje lub choreografia akcji               | John Wick: Chapter 4 | Nagroda    | [ 261 ]                 |
| Music City Film Critics’ Association Awards            | 15 stycznia 2024  | Najlepsza praca kaskaderska                              | John Wick: Chapter 4 | Nagroda    | [ 262 ] [ 263 ]         |
| Music City Film Critics’ Association Awards            | 15 stycznia 2024  | Najlepszy film akcji                                     | John Wick: Chapter 4 | Nominacja  | [ 262 ] [ 263 ]         |
| Chicago Indie Critics Awards                           | 20 stycznia 2024  | Najlepsze akrobacje                                      | Stephen Dunleavy, Scott Rogers i Jeremy Marinas                                                                                      | Nagroda    | [ 264 ]                 |
| Houston Film Critics Society Awards                    | 22 stycznia 2024  | Najlepszy zespół koordynujący działania kaskaderskie     | John Wick: Chapter 4 | Nagroda    | [ 265 ] [ 266 ]         |
| Online Film Critics Society Awards                     | 22 stycznia 2024  | Koordynacja kaskaderów                                   | John Wick: Chapter 4 | Nagroda    | [ 267 ]                 |
| Saturn Awards                                          | 4 lutego 2024     | Najlepszy film akcji lub przygodowy                      | John Wick: Chapter 4 | Nominacja  | [ 268 ]                 |
| Saturn Awards                                          | 4 lutego 2024     | Najlepszy aktor                                          | Keanu Reeves | Nominacja  | [ 268 ]                 |
| Saturn Awards                                          | 4 lutego 2024     | Najlepszy projekt produkcji                              | Kevin Kavanaugh | Nominacja  | [ 268 ]                 |
| Saturn Awards                                          | 4 lutego 2024     | Najlepszy montaż                                         | Nathan Orloff | Nominacja  | [ 268 ]                 |
| Saturn Awards                                          | 4 lutego 2024     | Najlepsze wydanie domowe w 4K                            | John Wick: Chapter 4 | Nagroda    | [ 268 ]                 |
| ADG Excellence in Production Design Awards             | 10 lutego 2024    | Doskonałość w scenografii do filmu współczesnego         | Kevin Kavanaugh | Nominacja  | [ 269 ] [ 270 ]         |
| Latino Entertainment Journalists Association Awards    | 12 lutego 2024    | Najlepsze akrobacje                                      | John Wick: Chapter 4 | Nagroda    | [ 271 ]                 |
| People’s Choice Awards                                 | 18 lutego 2024    | Film akcji roku                                          | John Wick: Chapter 4 | Nominacja  | [ 272 ] [ 273 ]         |
| People’s Choice Awards                                 | 18 lutego 2024    | Filmowy aktor roku                                       | Keanu Reeves | Nominacja  | [ 272 ] [ 273 ]         |
| People’s Choice Awards                                 | 18 lutego 2024    | Gwiazda filmu akcji roku                                 | Keanu Reeves | Nominacja  | [ 272 ] [ 273 ]         |
| Visual Effects Society Awards                          | 21 lutego 2024    | Znakomite drugoplanowe efekty wizualne w filmie kinowym  | Janelle Croshaw, Ralla Reina Sparks, Jonathan Rothbart, Javier Roca i Gerd Nefzer                                                    | Nominacja  | [ 274 ]                 |
| Visual Effects Society Awards                          | 21 lutego 2024    | Wybitne stworzone środowisko w filmie fotorealistycznym  | Manuel Gaudreau, Fabrice Vienne, Vignesh Ravi i Laurent Makowski (za Place de L’Etoile)                                              | Nominacja  | [ 274 ]                 |
| Visual Effects Society Awards                          | 21 lutego 2024    | Wybitna kompozycja w filmie fotorealistycznym            | Javier Roca, Julien Forest, Thomas Bourdis i Dominik Kirouac (za masakrę w apartamencie w stylu gry komputerowej)                    | Nominacja  | [ 274 ]                 |
| Screen Actors Guild Awards                             | 24 lutego 2024    | Najlepszy występ zespołu kaskaderskiego w filmie kinowym | John Wick: Chapter 4 | Nominacja  | [ 275 ] [ 276 ]         |
| Golden Reel Awards                                     | 3 marca 2024      | Wybitne osiągnięcie w montażu dźwięku – efekty filmowe   | Paul Soucek, Mark Stoeckinger, Luke Gibleon, Olivia Xiao'ou Zhang, Stephen Robinson, Gael Nicolas, Casey Genton i Nicolas Interlandi | Nominacja  | [ 277 ] [ 278 ]         |
| Online Film and Television Association Awards          | 3 marca 2024      | Najlepsza piosenka adaptowana                            | „Nowhere to Run” | Nominacja  | [ 279 ] [ 280 ]         |
| Online Film and Television Association Awards          | 3 marca 2024      | Najlepsza koordynacja kaskaderów                         | John Wick: Chapter 4 | Nagroda    | [ 279 ] [ 280 ]         |
| International Cinematographers Guild Publicists Awards | 8 marca 2024      | Nagroda Maxwella Weinberga za kampanię reklamową filmu   | John Wick: Chapter 4 | Nominacja  | [ 281 ] [ 282 ]         |
| Critics’ Choice Super Awards                           | 4 kwietnia 2024   | Najlepszy film akcji                                     | John Wick: Chapter 4 | Nominacja  | [ 283 ]                 |
| Critics’ Choice Super Awards                           | 4 kwietnia 2024   | Najlepszy aktor w filmie akcji                           | Keanu Reeves | Nominacja  | [ 283 ]                 |
| Critics’ Choice Super Awards                           | 4 kwietnia 2024   | Najlepszy aktor w filmie akcji                           | Donnie Yen | Nominacja  | [ 283 ]                 |
| Critics’ Choice Super Awards                           | 4 kwietnia 2024   | Najlepsza aktorka w filmie akcji                         | Rina Sawayama | Nominacja  | [ 283 ]                 |

## Przyszłość

### Kontynuacja
Keanu Reeves stwierdził, że będzie kontynuował tworzenie sequeli Johna Wicka, dopóki filmy będą odnosić sukces. Na początku sierpnia 2020 roku Lionsgate ogłosiło, że prace nad piątym filmem są w toku, a zdjęcia okresu zdjęciowego czwartego i piątego filmu będą połączone. Później jednak zrezygnowano z tego pomysłu i opóźniono zdjęcia do Johna Wicka 5. Na początku lutego 2023 roku Keanu Reeves stwierdził, że nie było gwarancji, że John Wick 5 powstanie, ponieważ wszystko zależało od odbioru publiczności.
W marcu 2023 roku Stachelski w wywiadzie dla Slashfilm powiedział, że czwarta część może być jego ostatnim filmem z serii, ale dodał również, że jest otwarty na stworzenie Johna Wicka 5, ale być może będzie trzeba na niego trochę poczekać. Później w rozmowie z The Hollywood Reporter Stachelski stwierdził, że czwarta część jest jak na razie ostatnią: „Naszym zdaniem Keanu i ja na razie skończyliśmy. Damy Johnowi Wickowi odpocząć. Jestem pewien, że studio ma plan. Jeśli wszystkim się spodoba i zarobi obłędną kasę, to zastanowimy się. (...) Jeśli tym razem też tak będzie, to będziemy promować film w Japonii we wrześniu. Keanu i ja wybierzemy się w długą podróż do Tokio (...) i powiemy "Co myślisz?". Zamówimy dwie 20-letnie whisky i zapiszemy pomysły na serwetkach. Jeśli uznamy, że te pomysły mają ręce i nogi, to zrobimy film”.
Potencjalny piąty film nie był w planach jeszcze przed premierą czwartej części, częściowo z powodu śmierci Wicka. Stahelski powiedział, że powodem, dla którego on i Reeves porzucili plany kontynuacji, był ich sceptycyzm dotyczący zdolności „dostarczenia dwóch wyjątkowych doświadczeń”. Lionsgate początkowo sprzeciwiał się, aby postać Reevesa przeszła na emeryturę, ale ostatecznie zgodził się. Pomimo nalegań Stahelskiego i Reevesa, że Wick nie żyje, 28 marca 2023 roku prezes Lionsgate, Joe Drake, oficjalnie zasugerował możliwość powstania piątego filmu ze względu na rekordowe zarobki JW4. Stwierdził, że „piąta część serii John Wick wróciła na deskę kreślarską. Jest wola i otwartość. I z pewnością można zinterpretować to zakończenie na różne sposoby. Wszyscy zrobimy sobie tutaj mały odpoczynek, a potem zaczniemy zastanawiać się, czy istnieje wiarygodny sposób na dostanie się do piątki. Jednak nie ma gwarancji”. Na początku kwietnia 2023 roku Stahelski potwierdził, że jest otwarty na kontynuację. W maju 2023 roku na spotkaniu z akcjonariuszami potwierdzono, że Lionsgate pracuje nad piątym filmem Johna Wicka, jednak jest on na wczesnym etapie przygotowań. We wrześniu 2023 roku Stahelski potwierdził, że Keanu Reeves „nadal jest na pokładzie, aby nakręcić kolejny film z serii”.
W październiku 2023 roku w wywiadzie dla Inverse Stachelski przyznał, że: „Mam notatki dla Johna Wicka 5, 6, 7, 8, 9. Mamy wiele pomysłów, ale nie mamy zamkniętej historii. Nie jestem zainteresowany wyciąganiem pieniędzy od widzów w celu sprowadzenia Johna Wicka bez wyraźnego powodu. Czy jest to postać, którą lubię? Oczywiście. Cieszyłbym się ze zrobienia kolejnych filmów. Keanu również nie trzeba byłoby namawiać do powrotu, gdybyśmy mieli dobrą historię. Pozostawiamy tę kwestię otwartą”. W listopadzie 2023 roku, po zakończeniu strajków scenarzystów i aktorów, Lionsgate ujawniło, że oficjalnie wznowiono prace nad scenariuszem do piątego filmu. W października 2024 roku Stachelski stwierdził, że film nie pojawi się szybko w kinach, dodając, że scenariusz przeszedł przez różne iteracje, ale nie ruszy do przodu, dopóki on, Reeves, Iwanyk i Lee nie będą zadowoleni z historii. Filmowiec ujawnił, że projekt nie będzie bezpośrednio kontynuowany od Johna Wicka 4, lecz będzie osobną historią; „Mam trzy lub cztery wersje Johna Wicka 5. Nie będzie to częścią historii z Johna Wicka 4, nie będzie tym, czym myślicie, że jest”.
W grudniu 2024 roku Reeves wyraził zainteresowanie udziałem w piątym filmie, ale nie był pewien, jakie wyzwania fizyczne będzie wymagała ta rola, stwierdzając, że: „Nigdy nie mów nigdy, ale obecnie moje kolana mówią, że nie mogę nakręcić kolejnego Johna Wicka. Moje serce jest za, ale moje kolana są przeciwne”. Jednakże w marcu 2025 roku Reeves stwierdził się, że „postać nie żyje. Zmarł w John Wick 4. Wiem, że w Hollywood można... Wiem, wiem, to jest historia Hollywood. Teraz jej nie ma”, dając do zrozumienia, że nie do końca jest zainteresowany ponownym wcieleniem się w tę rolę. Kilka dni później wiceprezes wykonawcza Lionsgate Jenefer Brown poinformowała, że prace na JW5 trwają. Stwierdziła, że: „Ten świat nadal rośnie i poszerza się w niesamowity sposób. (...) Oczywiście ogłosiliśmy też, że pracujemy nad piątym filmem John Wick”, dodając, że: „Pracujemy nad piątym filmem... John Wick może być martwy. Wstrzymujemy teraz oddech, czekając, aby się dowiedzieć”.
1 kwietnia 2025 roku prezes Lionsgate Adam Fogelson ogłosił na CinemaCon, że studio pracuje nad piątym filmem z udziałem Chada Stahelskiego, Keanu Reevesa oraz producentów Basila Iwanyka i Erici Lee stwierdzając, że: „Keanu, Chad, Basil i Erica nie powróciliby, gdyby nie mieli czegoś naprawdę fenomenalnego i świeżego do powiedzenia o tych postaciach i tym świecie. Nie możemy się doczekać, aż widzowie zobaczą, dokąd zaprowadzi nas ta podróż”. W kolejnym miesiącu Stahelski wyjaśnił, że fabuła nie będzie skupiać się na Wysokiej Radzie, a zamiast tego Wick będzie musiał stawić czoła nowym zagrożeniom po zakończeniu konfrontacji z poprzednią organizacją. Projekt będzie produkcją joint venture między Lionsgate, Thunder Road Films i 87Eleven Entertainment.

### Spin-offy
W listopadzie 2022 roku podano, że Reeves, McShane i Reddick powtórzą swoje role Johna Wicka, Winstona Scotta i Charona w nadchodzącym spin-offie Ballerina. Z uniwersum Johna Wicka, w którym wystąpi Ana de Armas jako baletnica Rooney Brown, zastępując Unity Phelan z Parabellum; akcja filmu będzie miała miejsce między wydarzeniami z Johna Wicka 3 i 4. Tworzony był również spin-offowy serial telewizyjny zatytułowany Continental: W świecie Johna Wicka, w którym pojawiły się młodsze wersje kilku postaci z Johna Wicka. W międzyczasie Lionsgate pracowało również nad kolejnym spin-offym serialem zatytułowanym John Wick: Under The High Table, którego akcja będzie rozgrywać się po wydarzeniach z John Wick 4. Robert Levine został ogłoszony scenarzystą serialu, natomiast Chad Stahelski wyreżyseruje odcinek pilotażowy. Ponadto Donnie Yen wyraził zainteresowanie spin-offem skupiającym się na jego postaci Caine’a, który ostatecznie ogłoszono 15 maja 2024 roku, a zdjęcia mają rozpocząć się w Hongkongu w 2025 roku.

## Dalsza lektura
- Esther Zuckerman: A John Wick Action Scene, Step by Step. The New York Times, 2023-03-29. [dostęp 2023-04-02]. [zarchiwizowane z tego adresu]. (ang.).
- Tamera Jones: 'John Wick: Chapter 4's Director Chad Stahelski Talks New Characters, Locations & the Future of the Franchise. Collider, 2022-11-15. [dostęp 2023-04-02]. [zarchiwizowane z tego adresu]. (ang.).